# Stewart Granger
Stewart Granger, született James Lablache Stewart, (Kensington, London, Egyesült Királyság, 1913. május 6. – Santa Monica, Kalifornia, 1993. augusztus 16.) brit színész, aki Európában és az 1950-es években Hollywoodban is sikereket ért el, főleg romantikus és kalandfilmek pozitív hősének szerepében. A Karl May műveiből készült kalandfilmek rendszeres főszereplője volt, Old Surehand alakítójaként.

## Élete

### Származása, tanulmányai
James Lablache Stewart néven született London Kensington negyedében, apja James Stewart őrnagy, a Brit Királyi Hadsereg tisztje, a Brit Birodalom Rendjének kitüntetettje (OBE), anyja Frederica Eliza Lablache. James volt egyetlen gyermekük. Az Epsom College elvégzése után a londoni Webber Douglas színiakadémián tanult. (Ez az intézmény 2005 óta a Londoni Egyetem része). Anyai felmenői olasz előadóművészek voltak, nagyapja Luigi Lablache színész, ükapja Luigi Lablache (1794–1858) operaénekes volt.

### Színészi pályájának kezdete
Orvosi egyetemre járt, első filmszerepét 1933-ban még medikus hallgatóként kapta. A filmesek javaslatára megváltoztatta nevét, hogy ne keverjék össze James Stewart amerikai színésszel. Skót nagyanyjának leánykori nevét, a Grangert választotta új vezetéknevének, apjától örökölt vezetéknevét ezután keresztnévként használta. Barátai és családtagjai továbbra is Jimmynek hívták (eredeti keresztneve, a James után). A nyilvánosság számára azonban haláláig Stewart Granger maradt.

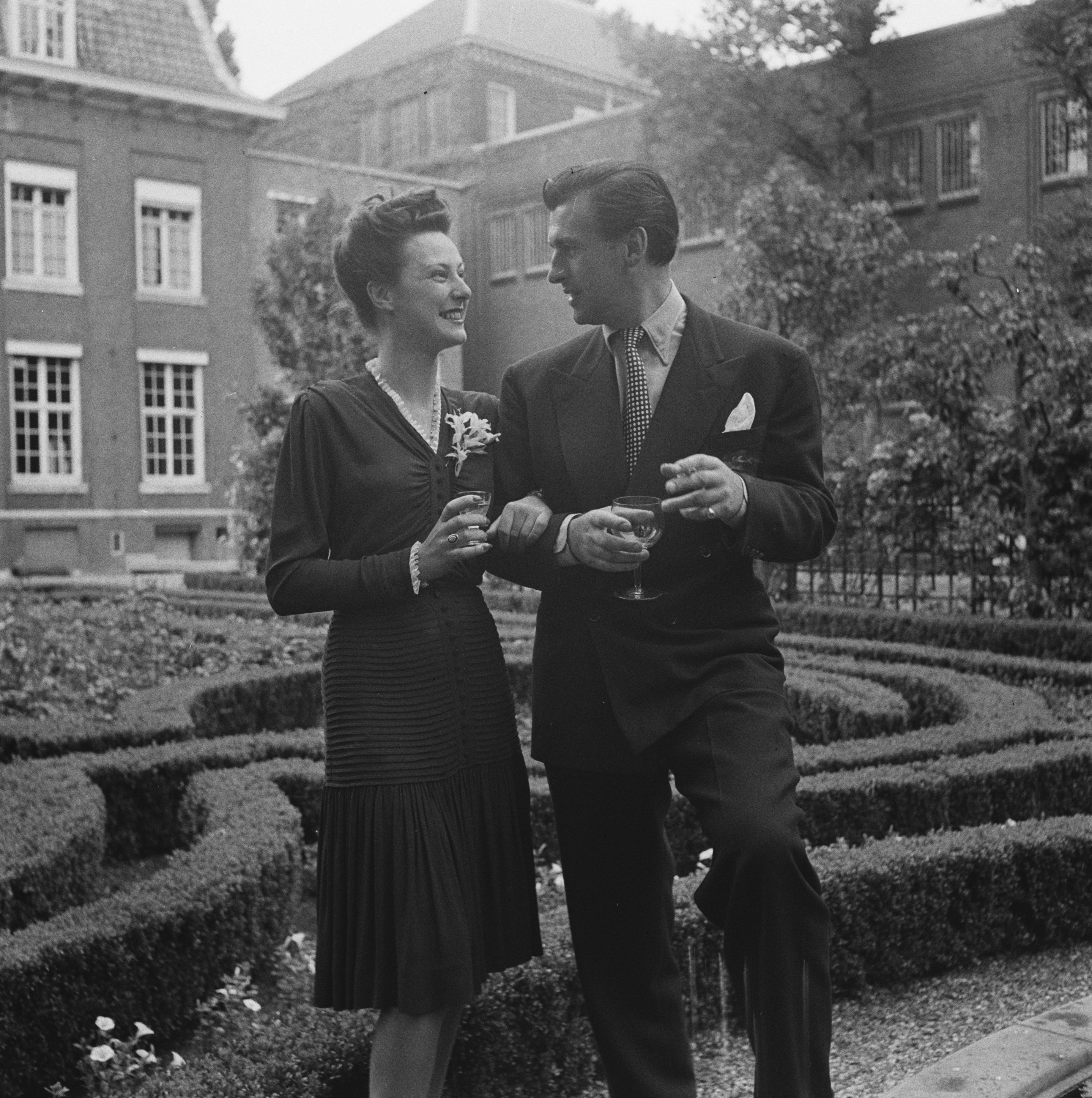
Granger egy 1946-os fogadáson

A világháború kitörésekor katonai szolgálatra jelentkezett, skót ezredekben szolgált, majd 1942-ben egészségügyi okból leszerelték. Ezután színpadokon szerepelt, majd 1943-ban szerepet kapott Leslie Arliss rendező A szürke sátán  című romantikus horrorfilmjében, James Mason, Margaret Lockwood és Phyllis Calvert mellett. A filmben Granger egy RAF-pilótát játszik, aki a szadista gróftól (Mason) megmenti a szeretett nő (Calvert) életét. A szerep megalapozta Granger karrierjét, a következő évtized egy legkedveltebb romantikus hősévé vált. Phyllis Calvert oldalán egy sor kosztümös kalandfilmben játszott nagy szerepeket, így a Vörös lámpásban (1944) és a Madonna of the Seven Moons-ban (1945), utóbbi a brit filmgyártás legnagyobb kasszasikerét hozta. Megjelent egy-egy történelmi életrajzi filmben is, így pl. Paganini hegedűművészt alakította a Bernard Knowles rendező 1946-os Bűvös vonó című életrajzi filmjében. 
1948-ban Basil Dearden Tánc a halott szerelmesekért című romantikus szerelmi történetében, a tragikus sorsú Philipp von Königsmarck grófot és kalandort játszotta Joan Greenwood oldalán, aki a gróf titkos szeretőjét, Zsófia Dorottya braunschweig–lüneburgi hercegnőt alakította.

### Hollywoodi karrierje
1949-ben szerződést kapott az MGM-től. Második feleségével, Jean Simmonsszal együtt Hollywoodba utazott. Itt hamarosan a kalandfilmek, különösen a történelmi kosztümös kalandfilmek (az ún. „köpeny és kard”-filmek) népszerű főhősévé vált. George Sanders és a fiatal Pier Angeli mellett főszerepelt Richard Brooks rendező 1951-es Light Touch című bűnügyi filmjében, Deborah Kerr partnereként Allan Quatermaint, a főszereplőt alakította az 1950-es Salamon király kincsében, főszerepeket játszott az 1952-es Scaramouche-ban, az 1953-as Zendai fogoly-ban és A fiatal Bess-ben. 1954-ben Elizabeth Taylor oldalán szerepelt a Brummell kapitányban.
Nagy sikerű főszerepet vitt két látványos, kosztümös, 18. században játszódó kalandfilmben, George Sidney rendező 1952-es Scaramouche című filmjében, Janet Leigh és Mel Ferrer társaságában, majd Fritz Lang rendező 1955-ös kalandfilmjében, a Holdvilágban, filmbéli ellenlábasa George Sanders, partnere Joan Greenwood volt. Fontos alakítása volt még Sandy McKenzie kiöregedett bölényvadász szerepe Richard Brooks 1956-os westernfilmjében, a The Last Hunt-ban (1956), Robert Taylor és Debra Paget mellett. 1960-ban John Wayne-nel alkotott főszereplő-párost Henry Hathaway mozgalmas western-vígjátékában, az  Irány Alaszka!-ban. 1956-ban megkapta az amerikai állampolgárságot.

### Visszatérés Európába

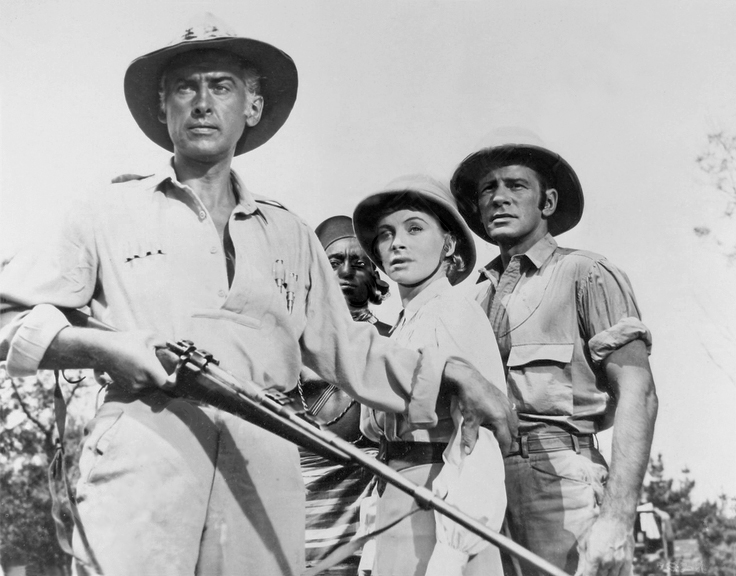
Granger az Utolsó szafári-ban (1967), mögötte Gabriella Licudi és Kaz Garas

Az 1960-as évek közepétől Granger hollywoodi megbízásai megritkultak, ismét Európában próbált szerencsét. Német nyelvterületen különösen nagy népszerűséget vívott ki, mint Old Surehand, a Karl May regényeiből készült nyugatnémet–jugoszláv koprodukciós „indiános” kalandfilmek – Keselyűk karmaiban (1964), Az olajherceg (1965) és Winnetou bosszúja (1965) – főszereplője, a Winnetout alakító Pierre Brice oldalán. Cyril Frankel rendező A fehér apácák titka című 1966-os angol-német bűnügyi thrillerében, mely Edgar Wallace regényéből készült, ugyancsak Granger adta a főszereplőt, Copper-Smith rendőrfelügyelőt.
1970–1989 között főleg tévésorozatokban foglalkoztatták. 1970–1971-ben a The Virginian című, Wyomingban játszódó western-sorozatban szerepelt Doug McClure, James Drury és Lee J. Cobb társaságában. Az 1978-ben bemutatott Vadlibák című háborús kalandfilmben még eljátszotta az intrikus Sir Edward Matheson bankárt, nemzetközi sztárcsapat tagjaként, Richard Burtonnel, Hardy Krügerrel és Roger Moore-ral, de ezután már nem vállalt mozifilmes szerepet. A televízióknak még sokáig dolgozott. 1982-ben a The Royal Romance of Charles and Diana című angol tévéfilmben Fülöp edinburgh-i herceget, a Erzsébet királynő férjét alakította. 1985-ben szerepelt a Szerelemhajó sorozatban és a Gyilkos sorok egy epizódjában, 1986-ban a Danielle Steel: Keresztutak-ban, 1987-ben a német ZDF televízió A Guldenburgok öröksége című családi sorozatában, 1987 a Kockán nyert szerelem tévéfilmben és 1989-ben a Nem mind arany, ami fénylik tévéfilmben. Utolsó szerepét az 1991-ben sugárzott amerikai Pros and Cons sorozat egyik epizódjában játszotta, James Earl Jones és Richard Crenna társaságában.
1993. augusztus 16-án, 80 évesen hunyt el a kalifornia Santa Monicában, prosztatarák következtében.

### Magánélete

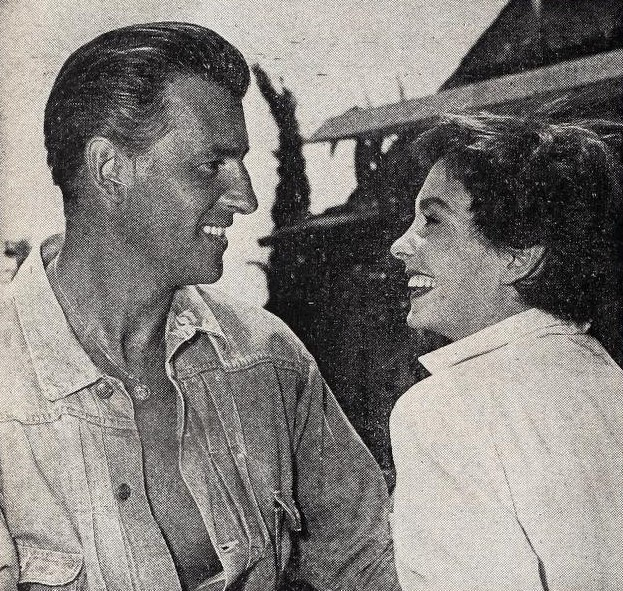
Stewart Granger és Jean Simmons (1955)

Granger háromszor nősült, mindhárom házassága válással végződött:
- 1938–1948 között Elspeth March(wd) (1911–1999) angol színésznő volt a felesége, két gyermekük született, Jamie (*1944) und Lindsay Granger (†2011). (Utóbbit gyakran összekeverik az 1985-ben született afroamerikai Lindsey Granger újságíró-televíziós műsorvezetővel).[14]

- 1950–1960 között Jean Simmons (1929–2010) angol színésznővel élt házasságban, akivel az Adam and Evelyne, A fiatal Bess és a Footsteps in the Fog filmekben játszott együtt. Egy leányuk született, Tracy Granger (*1956), aki később filmvágó és -szerkesztő lett.[15]

- 1964–1969 között Caroline LeCerf belga színésznő (Belgium jelöltje az 1960-as Miss International világ-szépségversenyen) volt a felesége. Egy leányuk született, Samantha Granger.[16][17][18]

## Fontosabb filmszerepei
- 1991: Pros and Cons, tévésorozat; McDowell
- 1989: Nem mind arany, ami fénylik (Oro fino); Don Miguel
- 1987: Hell Hunters; Martin Hoffmann
- 1987: Kockán nyert szerelem (A Hazard of Hearts), tévéfilm; Old Vulcan
- 1987: A Guldenburgok öröksége (Das Erbe der Guldenburgs); tévésorozat; Jack Brinkley
- 1983-1987: Hotel, tévésorozat; Anthony Sheridan / Tony Fielding
- 1987: The Wizard, tévésorozat; The Aztec Dagger c. rész; Jake Saunders
- 1986: Danielle Steel: Keresztutak (Crossings), tévé-minisorozat; George Hackett
- 1985: Szerelemhajó (The Love Boat); tévésorozat; Thomas Preston tábornok
- 1985: Gyilkos sorok (Murder, She Wrote), tévésorozat; Sir John Landry
- 1982: The Royal Romance of Charles and Diana, tévéfilm; Fülöp edinburgh-i herceg
- 1978: Vadlibák (The Wild Geese); Sir Edward Matherson
- 1972: The Hound of the Baskervilles; tévéfilm; Sherlock Holmes
- 1970–1971: The Virginian, tévésorozat; Alan MacKenzie ezredes
- 1967: Utolsó szafari (The Last Safari); Miles Gilchrist
- 1966: A fehér apácák titka (The Trygon Factor); Cooper-Smith főfelügyelő
- 1965: Winnetou bosszúja (Old Surehand); Old Surehand
- 1965: Az olajherceg (Der Ölprinz); Old Surehand
- 1964: Keselyűk karmaiban (Unter Geiern); Old Surehand
- 1964: Titkos küldetés (The Secret Invasion); Richard Mace őrnagy
- 1962: A Siena-beli kardforgató (La congiura dei dieci); Thomas Stanswood
- 1962: Sodom and Gomorrah; Lót
- 1961: Titkos társ (The Secret Partner); John Brent / John Wilson
- 1960: Irány Alaszka! (North to Alaska); George Pratt
- 1957: Fegyveres dicsőség (Gun Glory); Tom Early
- 1957: A kis kunyhó (The Little Hut); Sir Philip Ashlow
- 1956: Bhowani csomópont (Bhowani Junction); Rodney Savage ezredes
- 1955: Footsteps in the Fog; Stephen Lowry
- 1955: Holdvilág (Moonfleet); Jeremy Fox
- 1954: Zöld tűz (Green Fire); Rian X. Mitchell
- 1954: Brummell kapitány (Beau Brummell); Beau Brummell százados
- 1953: A fiatal Bess (Young Bess); Thomas Seymour
- 1953: Salome; Claudius centurió
- 1952: Zenda foglya (A zendai fogoly / The Prisoner of Zenda); Rudolf Rassendyll / V. Rudolf király
- 1952: Scaramouche; Andre Moreau
- 1950: Salamon király kincse (King Solomon’s Mines); Allan Quatermain
- 1948: Tánc a halott szerelmesekért (Saraband for Dead Lovers); Philipp von Königsmarck
- 1946: Bűvös vonó (The Magic Bow); Nicolò Paganini
- 1946: Karaván (Caravan); Richard Darrell
- 1945: Cézár és Kleopátra (Caesar and Cleopatra); Apollodorus
- 1945: Madonna of the Seven Moons; Nino Barucci
- 1945: Waterloo Road; Ted Purvis
- 1944: Love Story; Kit Firth
- 1944: Vörös lámpás (Fanny by Gaslight); Harry Somerford
- 1943: A szürke sátán (The Man in Grey); Swinton Rokeby / Peter Rokeby
- 1942: Secret Mission; Jackson alhadnagy
- 1934: Kémkedem (I Spy); Extra
- 1934: Ez a leány mindent tud (Evergreen); színházi néző
- 1934: A cárnő (The Rise of Catherine the Great); névtelen sorkatona

## Elismerései, díjai
- 1949: Bambi-díj
- 1950: Bambi-díj
- 1956: David di Donatello-díj a Footsteps in the Fog-beli alakításáért.